# Escândalo Lewinsky

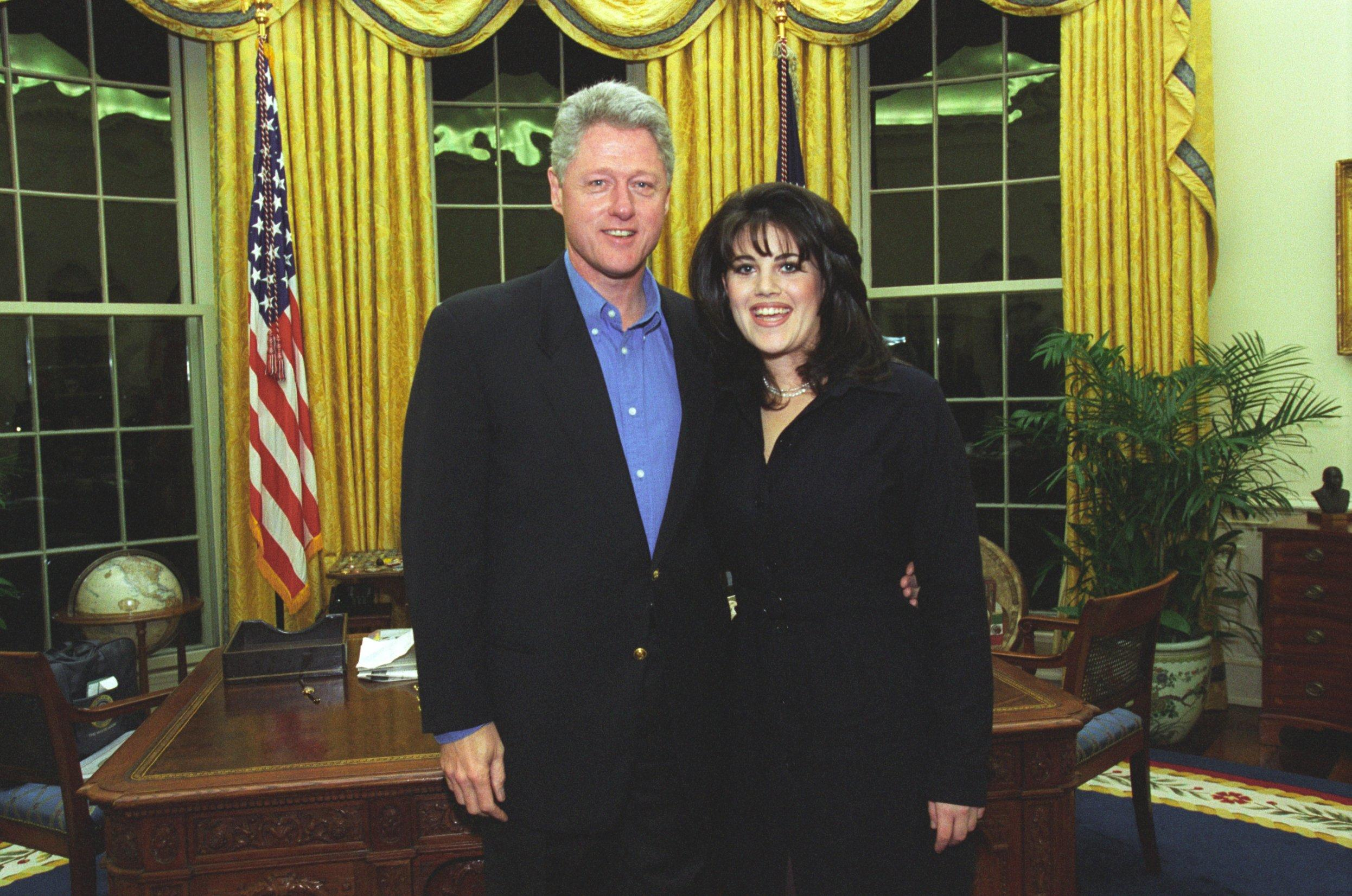
Bill Clinton com Lewinsky em fevereiro de 1997

O escândalo Lewinsky foi um escândalo político sexual que surgiu por uma relação sexual entre o presidente dos Estados Unidos Bill Clinton e uma estagiária da Casa Branca de 22 anos, Monica Lewinsky, na década de 1990. A notícia deste caso extraconjugal e as investigações resultantes levaram à destituição do Presidente Clinton em 1998 pela Câmara dos Representantes dos Estados Unidos e sua absolvição posterior de todas as acusações. Mas havia rumores sobre o apetite sexual excessivo de Clinton.

## O caso

### Alegações de encontros sexuais
Lewinsky disse que teve encontros sexuais com Bill Clinton em nove ocasiões, de novembro de 1995 a março de 1997. De acordo com sua programação publicada, a primeira-dama Hillary Clinton esteve na Casa Branca por pelo menos sete desses dias. Em abril de 1996, os superiores de Lewinsky transferiram seu trabalho para o Pentágono, porque achavam que ela estava passando muito tempo com Clinton.
Lewinsky confidenciou a Linda Tripp sobre seu relacionamento com Clinton, Tripp convenceu Lewinsky a guardar os presentes que Clinton lhe dera e a não lavar a seco um vestido azul manchado de sêmen para mantê-lo como uma "apólice de seguro". Tripp relatou suas conversas à agente literária Lucianne Goldberg, que a aconselhou a gravá-las secretamente, que Tripp começou a fazer em setembro de 1997. No outono de 1997, Goldberg começou a falar com repórteres (incluindo Michael Isikoff da Newsweek) sobre as fitas.

### Negação seguida da admissão
A notícia do escândalo apareceu pela primeira vez em 17 de janeiro de 1998, no Drudge Report, que relatou que os editores da Newsweek estavam sentados em uma história do repórter investigativo Michael Isikoff expondo o caso. A história apareceu na grande imprensa em 21 de janeiro no The Washington Post. A história girou por vários dias e, apesar das negativas rápidas de Clinton, o clamor por respostas da Casa Branca ficou mais alto. Em 26 de janeiro, o presidente Clinton, ao lado de sua esposa, falou em uma coletiva de imprensa na Casa Branca, e negou que disse:
Agora, tenho que voltar a trabalhar no meu discurso sobre o Estado da União. E trabalhei nisso até bem tarde na noite passada. Mas quero dizer uma coisa ao povo americano. Eu quero que você me escute. Vou repetir: não tive relações sexuais com aquela mulher, Miss Lewinsky. Nunca disse a ninguém para mentir, nem uma única vez; Nunca. Essas alegações são falsas. E preciso voltar a trabalhar para o povo americano. Obrigado.
Os analistas debateram se Clinton abordaria as alegações em seu Discurso sobre o estado da união. No final das contas, ele optou por não mencioná-los. Hillary Clinton continuou apoiando seu marido durante o escândalo.
Em 28 de julho de 1998, um atraso substancial após a erupção pública do escândalo, Lewinsky recebeu imunidade transacional do júri em trocado testemunho do sobre seu relacionamento com Clinton. Ela também entregou um vestido azul manchado de sêmen (que Tripp a encorajou a guardar sem lavar) para os investigadores de Starr. O FBI testou o vestido e comparou as manchas de sêmen com uma amostra de sangue de Clinton, fornecendo assim inequívocas evidências DNA de que poderiam provar a relação, apesar das negativas oficiais de Clinton.
Clinton admitiu em depoimento gravado ao grande júri em 17 de agosto de 1998, que ele havia se envolvido em um "relacionamento físico impróprio" com Lewinsky. Naquela noite, ele deu uma declaração transmitida pela televisão nacional admitindo que seu relacionamento com Lewinsky "não era apropriado".

## Impeachment
Em dezembro de 1998, o partido político democrata de Clinton estava em minoria nas duas câmaras do Congresso. Alguns membros democratas do Congresso, e a maioria do Partido Republicano de oposição, alegaram que o fato de Clinton dar falso testemunho e supostamente influenciar o depoimento de Lewinsky foram crimes de obstrução à justiça e perjúrio e, portanto, ofensas impugnáveis. Após um atraso devido a uma breve campanha de bombardeio no Iraque, a Câmara dos Representantes votou pela emissão de dois Artigos de Impeachment contra ele, que foram seguidos por um julgamento de 21 dias no Senado.  
Clinton foi absolvido em ambas as acusações, pois nenhuma delas recebeu a maioria de dois terços dos votos dos senadores presentes. 45-50 senadores votaram para condenar, dependendo da acusação, aquém dos 67 votos necessários para condenação e destituição do cargo. Todos os democratas no Senado votaram pela absolvição das acusações de perjúrio e obstrução da justiça. Dez republicanos votaram pela absolvição por perjúrio e cinco votaram pela absolvição por obstrução da justiça.
O presidente Clinton foi então absolvido de todas as acusações e permaneceu no cargo. Houve tentativas de censurar o presidente pela Câmara dos Representantes, mas essas tentativas falharam.  

## Consequências

### Efeito na eleição presidencial de 2000
O escândalo provavelmente afetou a Eleição Presidencial de 2000 de duas maneiras contraditórias. O candidato do Partido Democrata e vice-presidente em exercício, Al Gore, disse que o escândalo de Clinton foi "uma chatice" que esvaziou o entusiasmo da base de seu partido e teve o efeito de reduzir os votos democratas. Clinton disse que o escândalo tornou a campanha de Gore muito cautelosa e que, se Clinton tivesse sido autorizado a fazer campanha por Gore em Arkansas e New Hampshire, qualquer um dos estados entregaria Gore, os votos eleitorais de independentemente dos efeitos da controvérsia na recontagem da Flórida. 
Os analistas políticos apoiaram ambas as visões. Antes e depois da eleição de 2000, John Cochran da ABC News conectou o escândalo de Lewinsky a um fenômeno eleitoral que ele chamou de "fadiga de Clinton". pesquisa mostrou que o escândalo continuou a afetar os baixos índices de aprovação pessoal de Clinton durante a eleição, e analistas como da Universidade de Vanderbilt John G. Geer concluíram mais tarde "O cansaço de Clinton ou um tipo de votação moral retrospectiva teve um impacto significativo nas chances de Gore". Outros analistas apoiaram o argumento de Clinton e argumentaram que a recusa de Gore em ter a campanha de Clinton com ele prejudicou seu apelo.

## Na cultura popular
- O caso foi mencionado por Snoop Dogg em sua canção A Bitch I Knew.
- O rapper Eminem também citou o caso em sua música Rap God.
- O "Escândalo Lewinsky" está nas letras da música de G- Eazy de nome "Monica Lewinsky".
- A cantora Beyoncé cita o nome de Monica Lewinsky em sua música "Partition".